# علم طلع العسل

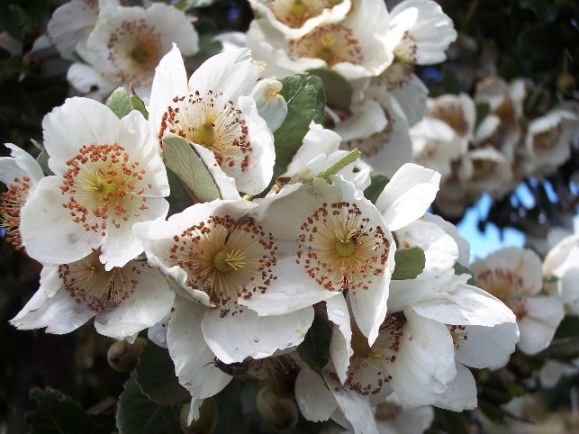
أزهار يوكريفيا كورديفوليا

علم طلع العسل هو علم متخصص بدراسة الطلع في العسل؛ إذ يهتم بدراسة ارتباط نماذج العسل برحيق النباتات التي يمتصها النحل.
يمكن بواسطة هذا العلم معرفة الأصل الجغرافي والنباتات المتعلقة التي تقوم النحل بزيارتها لجمع الرحيق.